# Ocyurus chrysurus
Ocyurus chrysurus (Bloch, 1791) Lutiano coda gialla, è una specie di pesce osseo marino appartenente alla famiglia Lutjanidae. Si tratta dell'unica specie del genere Ocyurus.

## Distribuzione e habitat
È diffuso nell'Oceano Atlantico occidentale a nord fino al Massachusetts e a sud fino al Brasile meridionale, compresi il Golfo del Messico e il Mar dei Caraibi. È però comune solo in un'area più ristretta comprendente la Florida meridionale, i Caraibi e le Bahamas.  Questa specie è diffusa perlopiù nelle vicinanze delle barriere coralline, i giovanili frequentano praterie di fanerogame marine. Si trova tra 0 e 180 metri ma normalmente non oltre 70.

## Descrizione
O. chrysurus ha corpo mediamente allungato e compresso ai lati, con testa piccola relativamente alle dimensioni del corpo e mandibola sporgente rispetto alla mascella. La pinna caudale è molto ampia e profondamente forcuta. Una fascia giallo vivo attraversa tutto il corpo dal muso alla coda. Il dorso è blu-violaceo costellato di macchie allungate gialle. Il ventre è biancastro con sottili linee gialle e rossastre. Pinna dorsale e caudale gialle, pinne ventrali e pinna anale biancastre.
Questa specie può raggiungere una lunghezza di 86.3 cm, tuttavia, la maggior parte degli esemplari non superano i 40 cm. Il peso maggiore registrato per questa specie è di 4.1 kg.

## Biologia
Vive fino a 14 anni.

### Alimentazione
Caccia di notte. Si nutre sia di plancton che di organismi bentonici come pesci, crostacei, policheti, gasteropodi e cefalopodi. I giovanili sono planctofagi.

### Riproduzione
Si riproduce tutto l'anno, con picchi diversi nelle varie parti dell'areale.

## Pesca
Ha una certa importanza per la pesca commerciale e la pesca sportiva ed è anche allevato in piscicoltura. Il suo consumo ha provocato casi di ciguatera.